# Mile Savković
Mile Savković (in serbo Миле Савковић?; Zrenjanin, 3 novembre 1992) è un calciatore serbo, centrocampista del Jedinstvo S.Pazova.

## Carriera

### Club
Ha giocato nella massima serie dei campionati serbo e polacco.

## Palmarès

### Competizioni nazionali
- Prva Liga Srbija: 1

Mladost GAT: 2021-2022